# Grafika koncepcyjna

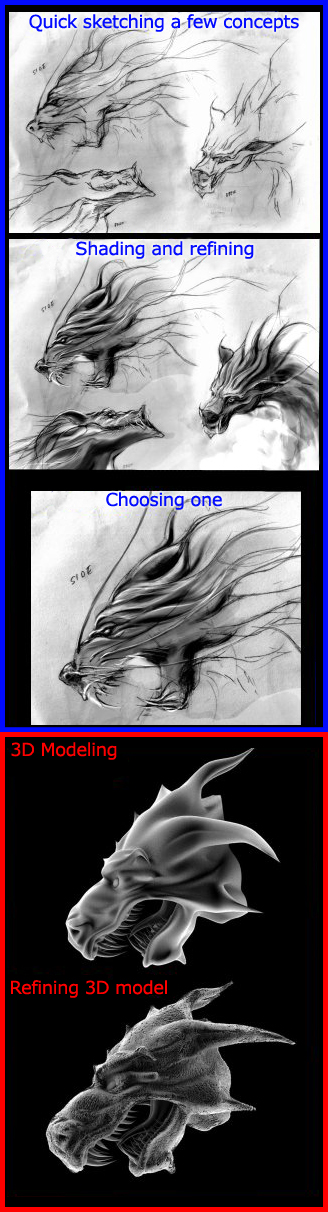

Grafika koncepcyjna (ang. concept art) – forma ilustracji, w której głównym celem jest wyrażenie własnej prezentacji projektu, idei, nastroju, dla użycia w filmach, grach komputerowych lub komiksach.
Jest to stosunkowo nowe określenie popularyzowane przez artystów pracujących w firmach produkujących samochody i gry komputerowe. Ten termin został użyty po raz pierwszy w latach 30. XX wieku w Stanach Zjednoczonych.
Concept art jest także skierowany na rozwój wizualizacji w tradycyjnych animacjach. Ten termin był później przejęty przez przemysł gier. Ilustracje stały się konieczne dla rozbudowania właściwości wizualnych. Grafika koncepcyjna jest wstępem do wizualizacji w przedstawianych produkcjach. Przykładem są postacie i budowle w trylogii filmowej Władca Pierścieni.